# Filipa Maló Franco
Filipa Maló Franco (Lisboa, 27 de Fevereiro de 1992) é uma atriz portuguesa, que ficou conhecida pelos seus trabalhos em séries e novelas como Vidas de Sal (1996), Crianças SOS (2000), Super Pai (2001) sendo também irmã do ator Afonso Maló.
Faz televisão desde os dois anos de idade, tendo participado em inúmeras novelas e séries, como Trapos e Companhia (1994), Filhos do Vento (1996), Diário de Maria (1998), entre outras.
Deu a voz a um anúncio que ganhou polémica nos EUA para a Habitat para a Humanidade. Deu a voz também a vários filmes de animação, como Lilo e Stitch e A Viagem de Chihiro.
Mais tarde, dedica-se aos estudos. Com uma licenciatura em Ciências da Saúde, dedicou-se mais tarde à Psicologia. Autora do livro "Terra Maya" publicado em Novembro de 2018, que promete uma abordagem holística no que toca a um maior bem-estar.

## Vida pessoal
Da sua relação com Pedro Gameiro tem um filho Tomás, nascido em 10 de julho de 2021.

## Dobragens
- A Viagem de Chihiro, Chihiro
- Lilo & Stitch, Lilo
- Lilo & Stitch: A Série, Lilo
- Tarzan 2, canções

## Televisão
- Participação no programa infantil A Floresta Mágica, RTP 2003
- Participação no programa especial do Dia da Criança, Actores de Palmo e Meio, TVI 2003
- Elenco fixo, Clarinha em Super Pai, TVI 2000/2002
- Elenco adicional, Margarida em Crianças SOS, TVI 2000
- Elenco fixo, Catarina em Cruzamentos, RTP 1999
- Convidada do programa Herman 99, RTP 1999
- Participação na Gala Nova Gente, RTP 1999, ao lado de Herman José e Dinis Lourenço
- Elenco fixo, Marta em Diário de Maria, RTP 1998/1999
- Participação especial, Criança doente (paciente do Dr. Quitério) em Filhos do Vento, RTP 1996
- Participação especial, Criança de rua em Vidas de Sal, RTP 1996
- Participação especial na sitcom Trapos e Companhia, TVI 1995